# Бондо (язык)
Бондо — язык народа бондо из востока Индии.

## Классификация
Язык бондо относится к ветви языковой ветви языков мунда — австроазиатские языки. Является близким родственным языком к Gutob language.